# William Lombardy
William Lombardy (New York, 4 dicembre 1937 – Martinez, 13 ottobre 2017) è stato uno scacchista statunitense, Grande maestro.

## Carriera
Di origini italiane da parte di padre e polacche da parte di madre, vinse nel 1956 all'età di 18 anni il campionato canadese open e l'anno successivo divenne il primo americano a vincere, a Toronto, il Campionato del mondo juniores (under-20). Realizzò il punteggio pieno di 11 su 11, l'unica volta che ciò è successo nella storia di questo campionato.
Nel 1960 vinse con la squadra americana il campionato del mondo per studenti di Leningrado, vincendo anche la medaglia d'oro individuale in prima scacchiera.
Partecipò a sette olimpiadi degli scacchi dal 1958 al 1978, realizzando complessivamente +46 =34 –11 (69,2 %). Vinse sei medaglie, tra cui un oro individuale come prima riserva nell'edizione del 1970 e un oro di squadra alle olimpiadi di Haifa 1976.
Tra i risultati di torneo il 2º-3º posto a Bogotà e il 2º posto a Mar del Plata nel 1958.

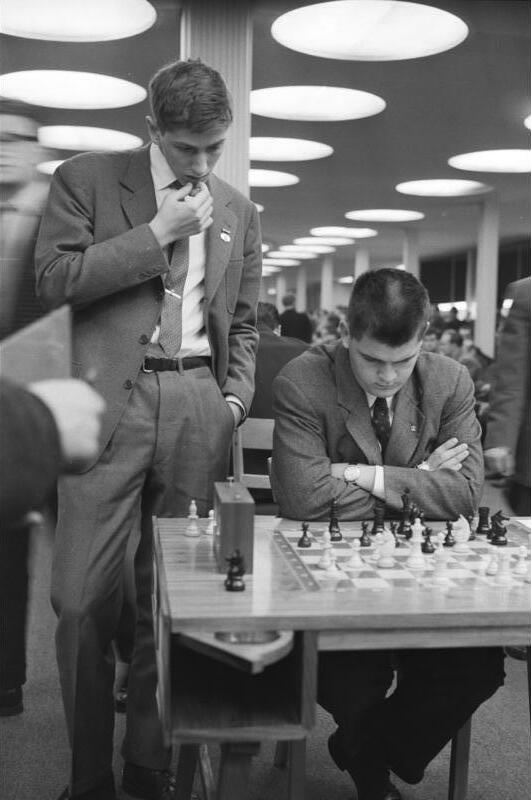
Bobby Fisher osserva una partita di Lombardy durante le Olimpiadi di Lipsia (1960)

Nel 1961 fu secondo al campionato americano, dietro a Bobby Fischer.
Si qualificò per il torneo interzonale di Stoccolma del 1963, ma non vi partecipò perché decise di diventare un sacerdote cattolico, smettendo di giocare a scacchi. Dopo alcuni anni abbandonò l'abito talare e riprese a giocare sporadicamente, in particolare alle olimpiadi degli scacchi. Inoltre, sposò una donna olandese, Louise van Valen, dalla quale ebbe il figlio Raymond (1984). I due divorziarono nel 1992.
Fece da secondo a Fischer nello storico incontro del secolo, il Campionato del mondo di Reykjavík del 1972 contro Boris Spasskij.

## Partite notevoli
- Samuel Reshevsky - William Lombardy, USA-ch 1957, Est-indiana E99, 0-1, su chessgames.com.
- William Lombardy - Miguel Quinteros, Manila 1973, Siciliana Najdorf B98, 1-0, su chessgames.com.
- Jan Timman - William Lombardy, Amsterdam 1974, Spagnola Jaenisch C63, 0-1, su chessgames.com.
- William Lombardy - Lev Polugaevsky, Reykjavík 1978, Inglese A17, 1-0 35m, su chessgames.com.
- Viktor Korchnoi - William Lombardy, Lone Pine 1979, Olandese A85, 0-1, su chessgames.com.